# Pałsznik
Pałsznik – śródleśne jezioro lobeliowe północnego krańca Pojezierza Kaszubskiego położone w Polsce w województwie pomorskim, w powiecie wejherowskim, w gminie Wejherowo na obszarze leśnym Trójmiejskiego Parku Krajobrazowego. Akwen jeziora jest objęty ochroną rezerwatu "Pełcznica".
Ogólna powierzchnia: 9,7 ha.